# Sacred Fire: Live in South America
Sacred Fire Live in South America – album koncertowy grupy muzycznej Santana. Album był dedykowany Césarowi Chávezowi.

## Lista utworów
Opracowano na podstawie materiału źródłowego.
1. „Angels All Around Us” (Sanders) – 1:57
2. „Vive La Vida (Life Is For Living)” (Sefolosha) – 4:18
3. „Esperando” (Santana, Thompson, Perazo, Charles) – 5:58
4. „No One To Depend On” (Carabello, Escovedo, Rolie) – 4:38
5. „Black Magic Woman/Gypsy Queen” (Green/Szabo) – 8:53
6. „Oye Como Va” (Puente) – 5:07
7. „Samba Pa Ti” (Santana) – 6:49
8. „Guajira” (Brown, Areas, Reyes) – 6:13
9. „Make Somebody Happy” (Santana, Ligertwood) – 7:14
10. „Toussaint L’Overture” (Santana, Areas, Brown, Carabello, Rolie, Schon, Shrieve) – 6:52
11. „Soul Sacrifice/Don’t Try This At Home” (Santana, Areas, Brown, Carabello, Rolie, Schon, Shrieve/Perazo, Rekow) – 7:26
12. „Europa (Earth’s Cry Heaven’s Smile)” (Santana, Coster) – 6:11
13. „Jin-Go-Lo-Ba” (Olatunji) – 5:43

## Twórcy
Opracowano na podstawie materiału źródłowego.
- Carlos Santana – gitara, perkusja, wokal
- Vorriece Cooper – wokal, perkusja
- Alex Ligertwood – wokal, perkusja
- Jorge Santana – gitara, perkusja, wokal
- Myron Dove – bas, wokal
- Chester Thompson – organy, keyboard, wokal
- Karl Perazzo – perkusja, konga, timbales, wokal
- Raul Rekow – perkusja, konga, wokal
- Walfredo Reyes – perkusja, Instrumenty perkusyjne

## Listy sprzedaży
| Lista         | Kraj              | Pozycja |
| ------------- | ----------------- | ------- |
| Billboard 200 | Stany Zjednoczone | 181     |